# Leninismus

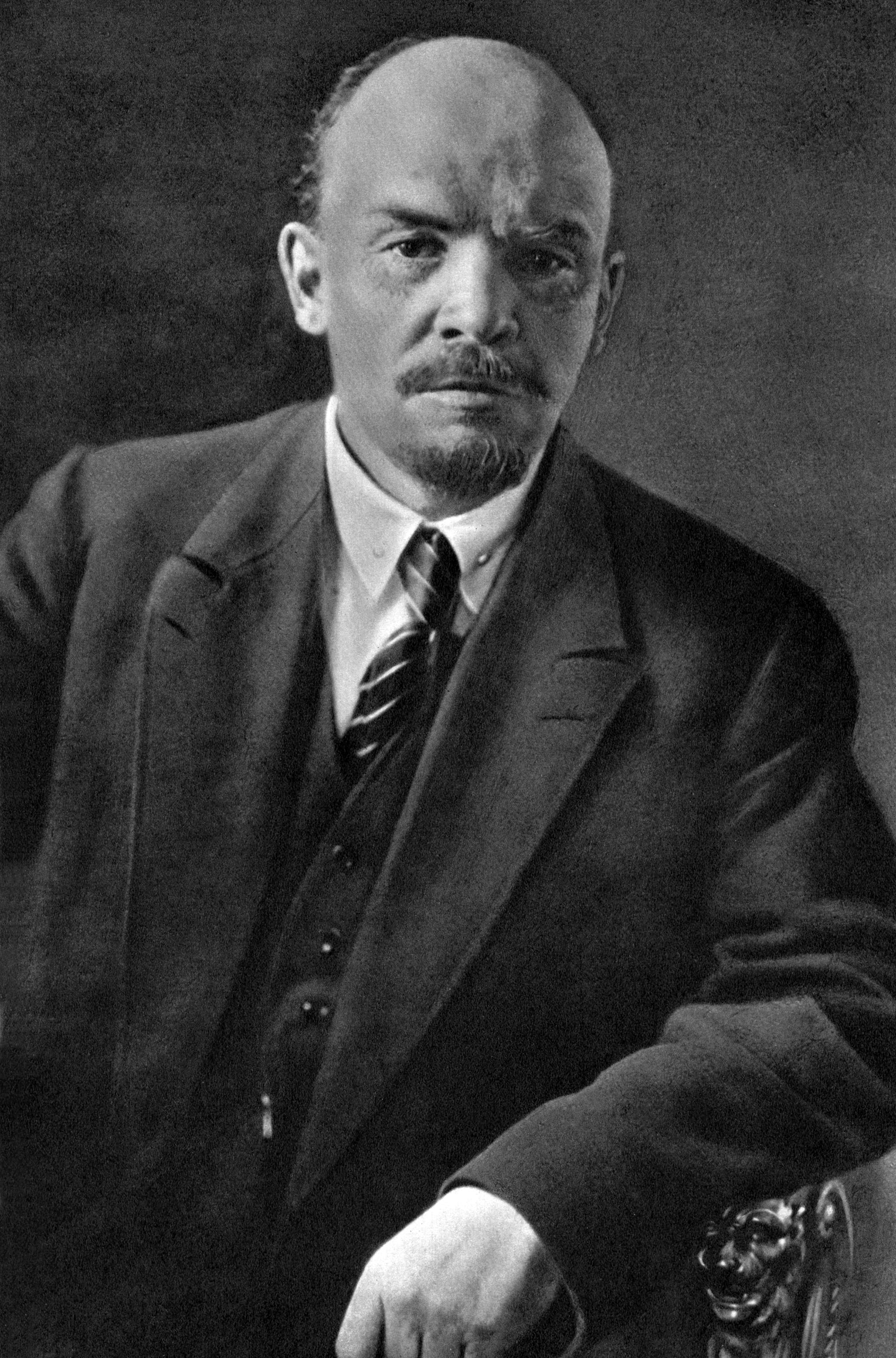
Vladimir Iljič Lenin 1920

Leninismus je ideový proud komunismu založený na myšlenkách a politických názorech Vladimira Iljiče Lenina.
Leninismus byl založen na marxismu (respektive jako jeho převedení do ruských poměrů) a představoval rozhodující směr v politice Sovětského svazu. Jeho teoretické základy položil Leninův spis Co dělat?, podrobněji je pak rozvinul Stalin ve spise Otázky leninismu. Z leninismu se posléze rozvinul stalinismus a další směry (zejména trockismus). Často bývá také nazýván marxismus-leninismus, stalinismus byl původně nazýván marxismus-leninismus-stalinismus, po formální destalinizaci jen marxismus-leninismus.
Termín se nepoužíval za Leninova života. Termín leninismus byl poprvé použit Grigorijem Zinovjevem na pátém sjezdu Komunistické internacionály v roce 1924.
Stalin  v brožuře „O základech leninismu“ podal známou definice leninismu, která v období Sovětského svazu zdomácněla. Tato definice praví:
Leninismus je marxismus epochy imperialismu a proletářské revoluce.
Josif Vissarionovič Stalin,  O základech leninismu (1924)
Tato Stalinova definice uchovala svůj význam také po destalinizaci:
Je s jménem velikého Lenina spojena nová, vyšší etapa ve vývoji marxismu. Leninismus je marxismem XX. století, epochy krachu imperialismu, epochy proletářských a národně osvobozeneckých revolucí, boje dvou společenských soustav, socialismu a kapitalismu, epochy vítězství socialismu a komunismu.
Stručné dějiny filosofie,  kapitola XIX „Počátek leninské etapy v marxistické filosofii“. 
Leninismus je primárně založen na myšlence diktatury proletariátu prostřednictvím jeho zvolených zástupců, požadoval vymýcení nebo výrazné omezení moci církví a také boj proti nacionalismu (alespoň teoreticky). Požadoval (opět alespoň teoreticky) dobré sociální podmínky obyvatelstva. Z leninismu se odvíjí celý systém tzv. sovětské demokracie (lid volí své zástupce do sovětů, které pak mají veškerou moc). Leninismus také ostře útočí proti imperialismu, považuje průmysl za v určitém smyslu nadřazený zemědělství – z leninismu pochází známý princip rozhodující úlohy těžkého průmyslu, jehož uvádění do praxe prakticky zruinovalo[zdroj?] Československo a další země, jejichž ekonomika byla založena na lehkém průmyslu či zemědělství, a nebyla schopna vzhledem ke svému charakteru malé ekonomiky produkovat tolik druhů zboží a v takovém množství, jako velké mnohamilionové státy. Uvedení leninismu do praxe mělo za následek napřed Leninovu, později Stalinovu osobní diktaturu.